# 恩德培行動 (電影)
《恩德培行動》（英語：7 Days in Entebbe，在英國記作）是一部於2018年上映的英國犯罪驚悚片，由何塞·帕蒂爾哈執導，格雷戈里·柏克編劇。電影改編自恩德培行動：1976年的反恐人質營救行動。電影由裴淳華和丹尼爾·布爾主演，定於2018年3月9日上映。

## 劇情
1976年，四名恐怖分子劫持法國航空139班機，途經特拉維夫、巴黎和雅典，並在恩德培迫降後劫持乘客，要求以色列釋放被摩薩德囚禁的PFLP-EO成員。

## 演員
- 羅莎蒙·派克 飾 布里吉特·庫爾曼（英语：Brigitte Kuhlmann）
- 丹尼爾·布爾 飾 韋菲特·博斯（英语：Wilfried Böse）
- 利奧·阿什肯納齊（英语：Lior Ashkenazi） 飾 伊扎克·拉賓
- 馬克·伊瓦涅（英语：Mark Ivanir） 飾 莫迪凱·古爾（英语：Mordechai Gur）
- 丹尼斯·門諾切特（英语：Denis Ménochet）
- 埃迪·馬森 飾 希蒙·佩雷斯
- 班·史奈澤 飾 澤夫·赫希
- 彼得·沙利文（英语：Peter Sullivan (actor)） 飾 阿莫斯·艾蘭
- 安德麗亞·戴克（英语：Andrea Deck） 飾 派翠西亞·馬特爾
- 布蘭蒂斯·喬多羅斯基（英语：Brontis Jodorowsky） 飾 米歇爾·巴科斯（英语：Michel Bacos）機長
- 安傑爾·邦南尼 飾 約納坦·內塔尼亞胡中校
- 諾索·安諾茲 飾 伊迪·阿敏
- 文森·瑞歐塔（英语：Vincent Riotta） 飾 丹·尚姆朗（英语：Dan Shomron）
- 伊弗塔赫·克萊恩 飾 埃胡德·巴拉克
- 娜塔莉·史東 飾 利亞·拉賓（英语：Leah Rabin）
- 特魯迪·魏斯 飾 多拉·布洛赫（英语：Dora Bloch）
- 麥可·路易士（英语：Michael Lewis (model)） 飾 穆基少校

## 製作

### 拍攝
主體拍攝在2016年11月14日位於馬爾他進行，劫持場面在馬耳他國際機場進行拍攝。

## 發行
電影定於2018年3月9日上映。

### 營銷
在2017年12月7日發佈的前導預告片中，使用了十年後合唱團的《我很樂意去改變世界》作預告歌曲。